# Arcambal
Arcambal is een gemeente in het Franse departement Lot (regio Occitanie). De plaats maakt deel uit van het arrondissement Cahors. Arcambal telde op 1 januari 2022 1.000 inwoners.

## Geografie
De oppervlakte van Arcambal bedroeg op 1 januari 2022 23,11 vierkante kilometer; de bevolkingsdichtheid was toen 43,3 inwoners per km².

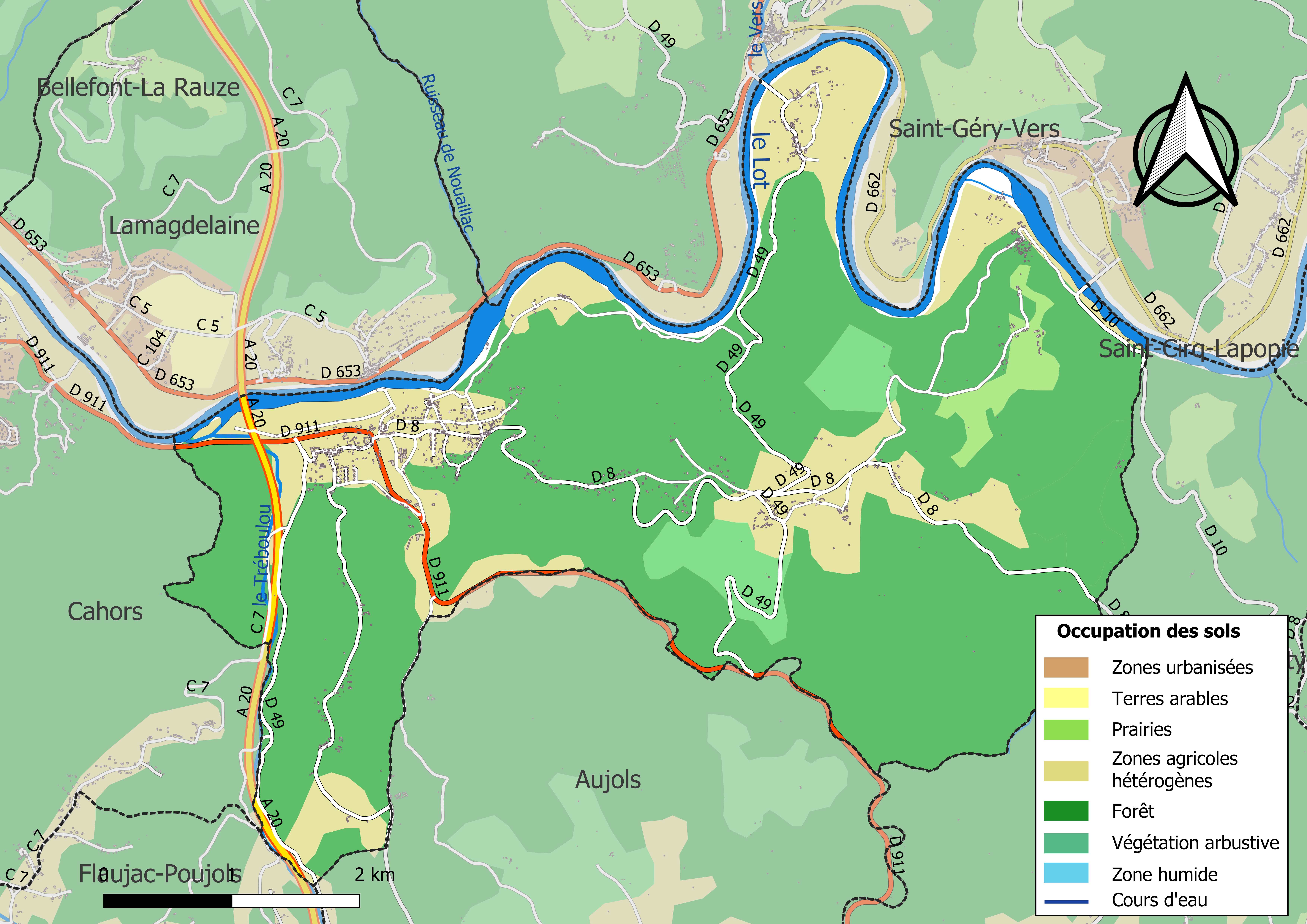
Kaart van de gemeente met de belangrijkste infrastructuur, bodemgebruik en omliggende gemeenten

## Demografie
Onderstaande figuur toont het verloop van het inwonertal (bron: INSEE-tellingen).